# Colbie Caillat
Colbie Marie Caillat (28. květen 1985 Newbury Park, Kalifornie) je americká zpěvačka, skladatelka a kytaristka. Colbie se proslavila díky svému Myspace profilu, kde zveřejnila svou píseň Bubbly, tato píseň byla přehrána více než 46 milionů krát k 31. květnu 2008. V polovině června 2007 se píseň objevila zadarmo na iTunes internetovém obchodě jako propagační "Píseň týdne" pro nově vycházející debutové album nazvané Coco.

## Diskografie

### Alba
- Coco (2007)
- Breakthrough (2009)
- All of You (2011)
- Christmas in the Sand (2012)
- Gypsy Heart (2014)
- The Malibu Sessions (2016)

### Singly
- Bubbly
- Mistletoe
- Realize
- The Little Things
- Fallin' For You